# Махала (дем Лерин)
Мàхала (произношение на местния говор Мàала, на гръцки: Τροπαιούχος, Тропеухос, до 1929 година Μαχαλάς, Махалас) е село в Република Гърция, в дем Лерин (Флорина), област Западна Македония.

## География
Селото е разположено в източните склонове на Нередската планина, на 7 километра южно от демовия център Лерин (Флорина) и на 3 километра югозападно от Кучковени (Перасма).

## История

### В Османската империя
В началото на XIX век френският консул при Али паша Янински Франсоа Пуквил отбелязва Махала (Machala) като „голямо българско село“.
В 1861 година Йохан фон Хан на етническата си карта на долината на Вардар отбелязва Махала като българско село.
В „Етнография на вилаетите Адрианопол, Монастир и Салоника“, издадена в Константинопол в 1878 година и отразяваща статистиката на населението от 1873 година, Махала е посочено два пъти – веднъж като село Мала (Mala) в Леринска каза с 30 домакинства и 85 жители българи и втори път под името Махала (Mahala) като село в Костурска каза с 80 домакинства и 60 жители мюсюлмани и 240 българи.
В 1900 година според Васил Кънчов („Македония. Етнография и статистика“) в Маала живеят 600 турци и 110 арнаути мюсюлмани.
На Етнографската карта на Битолския вилает на Картографския институт в София от 1901 година Махала е албанско-турско село в Леринската каза на Битолския санджак със 70 къщи.

### В Гърция
През 1912 година през Балканската война Махала е окупирано от гръцки части и след Междусъюзническата война в 1913 година попада в Гърция. Тогава селото е изгорено от гърците. Боривое Милоевич пише в 1921 година („Южна Македония“), че Маала има 100 къщи турци. В 1924 година турските му жители се изселват и на тяхно място са заселени 155 гърци бежанци от Източна Тракия и Мала Азия, но и местни жители от околните села.
В 1929 година селото е преименувано на Тропеухос.
След разгрома на Гърция от Нацистка Германия през април 1941 година в селото е установена българска общинска власт. В общинския съвет влизат Наум Йовков, Димитър Донев, Сотир Пандов, Лазо Мичов, Костадин Пеов, Ристо Марков, Петре Германчев, Васил Римпанов, Никола Трендов, Илия Стойчев.
Селото празнува на Свети Георги, празникът на едноименната църква, построена в 1910 година. Други църкви са параклисите „Свети Георги“ и „Света Петка“.
| Име        | Име          | Ново име         | Ново име             | Описание                                           |
| ---------- | ------------ | ---------------- | -------------------- | -------------------------------------------------- |
| Айдън Чаир | Άϊντίν Τσαΐρ | Воскотопия       | Βοσκοτόπια           | местност на С от Махала по река Малечка            |
| Малечка    | Μάλτσκα      | Рема ту Тропеуху | Ρέμα του Τροπαιούχου | реката на Махала, десен приток на Сакулева         |
| Пирхос     | Πύρχος       | Пиргос           | Πύργος               | връх във Вич на ЮЗ от Махали и на СИ над Крапешино |
| Църновал   | Τσερνούβαλι  | Маври Корифи     | Μαύρη Κορυφή         | връх във Вич на З над Махала (978,6 m)             |

### Преброявания
- 1913 – 300 жители
- 1920 – 450 жители
- 1928 – 430 жители
- 1940 – 665 жители
- 1951 – 664 жители
- 1961 – 552 жители
- 2001 – 371 жители
- 2011 – 323 жители

## Личности
Родени в Махала
- Атанасиос Германидис (р. 1951), гръцки политик

Български общински съвет в Махала в 1941 година
- Наум Йовков
- Димитър Донев
- Сотир Пандов
- Лазо Мичов
- Костадин Пеов
- Ристо Марков
- Петре Германчев
- Васил Римпапов
- Никола Трендов
- Илия Стойчев[10]